# تپه قدمگاه جعفر
تپه قدمگاه جعفر مربوط به دوره اشکانیان - سده‌های اولیه، میانه و متاخر دوران‌های تاریخی پس از اسلام است و در شهرستان کبودرآهنگ، بخش گل تپه، دهستان مهربان سفلی، روستای قهرود علیا واقع شده و این اثر در تاریخ ۷ اسفند ۱۳۸۶ با شمارهٔ ثبت ۲۱۶۶۷ به‌عنوان یکی از آثار ملی ایران به ثبت رسیده است.